# Eginetes
En la mitología griega Eginetes o Eginetas era un rey de Arcadia, hijo y sucesor de Pompo. Su nombre fue elegido por su padre por su amistad con los comerciantes de la isla de Egina.
Tuvo dos hijos llamados Polimestor y Briacas, y fue sucedido por el primero. Cuando Poliméstor murió sin descendencia, su sobrino Ecmis se hizo cargo del trono.
| Predecesor: Pompo | Reyes de Arcadia | Sucesor: Polimestor |

Otro personaje mitológico con el nombre de Eginetes era un miembro de la familia real de Lacedemonia y descendiente de Zeus y Táigete, al ser hijo de Dereites. Eginetes tuvo a su vez un hijo llamado Pelías.